# ألماسة
الألماسة (بالإنجليزية: Kalanchoe blossfeldiana)‏ نبات زينة ينتمي لجنس الكلنكو ويتبع الفصيلة المخلدية. تتميز هذه النباتات بأزهارها الجميلة التي تكتسب أحد خمسة ألوان: الأصفر أو الزهري-البنفسجي أو الأحمر أو الأبيض أو البرتقالي. لها أهمية اقتصادية كبيرة.

معرض الصور
أوراق ونورات نبات الألماسة
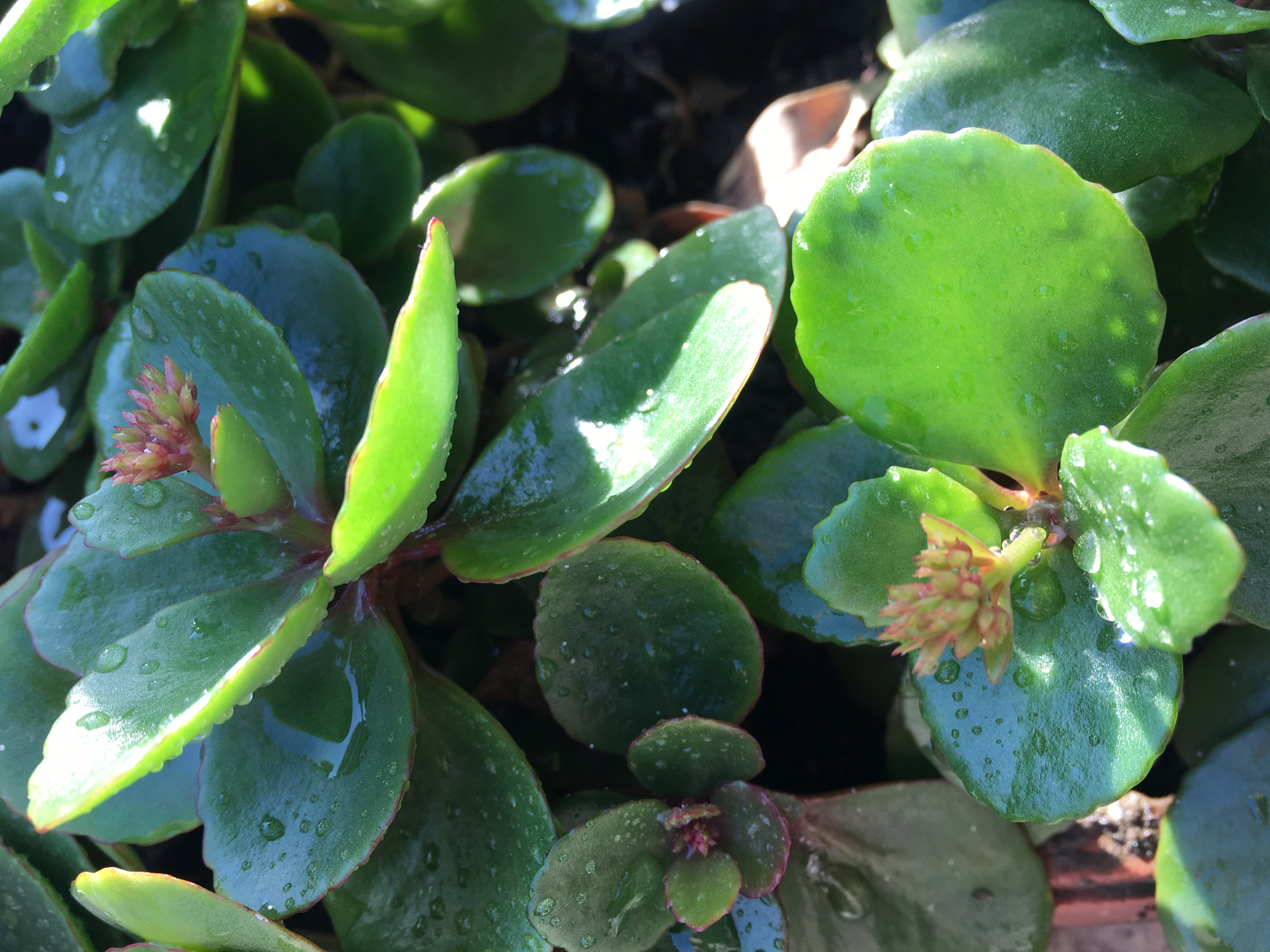
بداية مرحلة التزهير
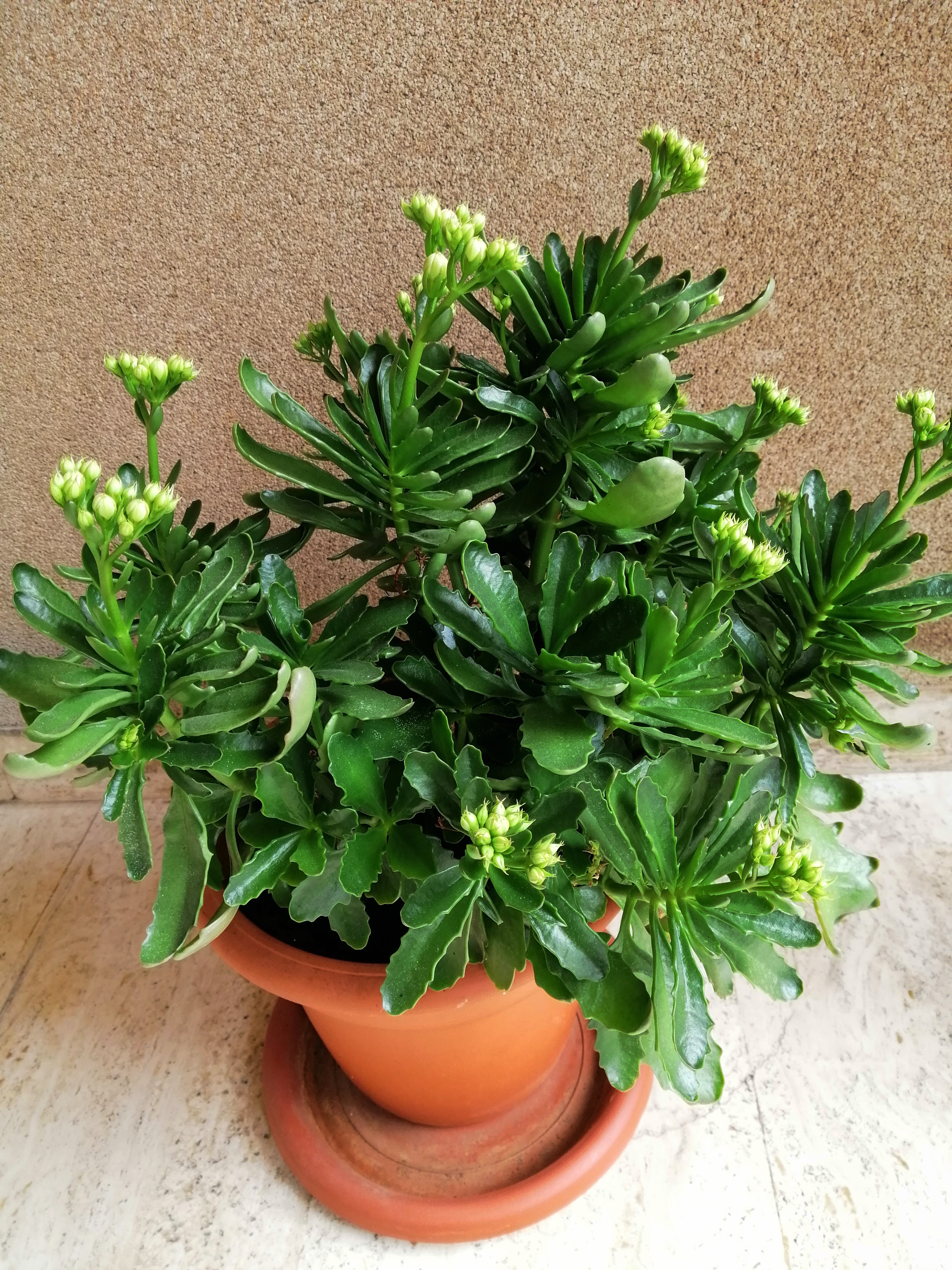
خلال بداية مرحلة التزهير
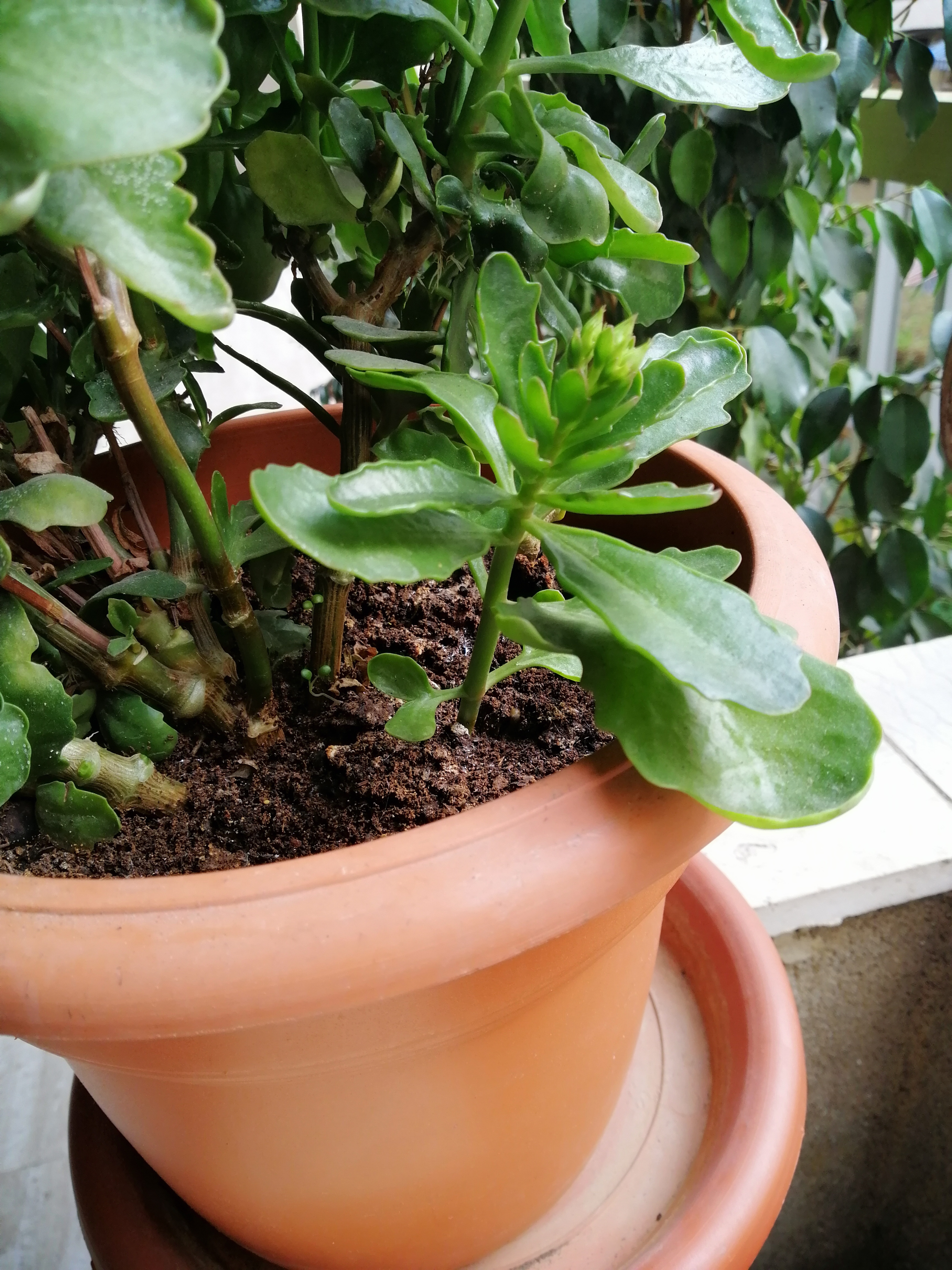
تتكاثر نبتة الماسة بنمو شجيرة صغيرة بجانبها